# Platygillellus altivelis
Platygillellus altivelis is een  straalvinnige vissensoort uit de familie van zandsterrenkijkers (Dactyloscopidae). De wetenschappelijke naam van de soort is voor het eerst geldig gepubliceerd in 1974 door Dawson.
De soort staat op de Rode Lijst van de IUCN als Gevoelig, beoordelingsjaar 2007.